# Lijst van voetbalinterlands Kazachstan - Tsjechië
Deze lijst van voetbalinterlands is een overzicht van alle officiële voetbalwedstrijden tussen de nationale teams van Kazachstan en Tsjechië. De landen speelden tot op heden twee keer tegen elkaar, te beginnen met een kwalificatiewedstrijd voor het Europees kampioenschap voetbal 2016 op 13 oktober 2014 in Astana. Het laatste duel, de returnwedstrijd in dezelfde kwalificatiereeks, vond plaats in Pilsen op 3 september 2015.

## Wedstrijden
| № | Plaats | Datum            | Competitie           | Wedstrijd             | Uitslag |
| - | ------ | ---------------- | -------------------- | --------------------- | ------- |
| 1 | Astana | 13 oktober 2014  | EK 2016 kwalificatie | Kazachstan – Tsjechië | 2 – 4   |
| 2 | Pilsen | 3 september 2015 | EK 2016 kwalificatie | Tsjechië – Kazachstan | 2 – 1   |

## Samenvatting
| Competitie      | Totaal gespeeld | Winst Kazachstan | Gelijk | Winst Tsjechië | Doelsaldo Kazachstan – Tsjechië |
| --------------- | --------------- | ---------------- | ------ | -------------- | ------------------------------- |
| EK-kwalificatie | 2               | 0                | 0      | 2              | 3 − 6                           |
| Totaal          | 2               | 0                | 0      | 2              | 3 − 6                           |

## Details

### Eerste ontmoeting
| EK 2016 kwalificatie (scheidsrechter Mattias Gestranius, Astana, 13 oktober 2014): |              | |
| Kazachstan | 2 – 4        | Tsjechië |
| Yuriy Logvinenko 84' Yuriy Logvinenko 90+1' | goals        | 13' Bořek Dočkal 44' David Lafata 56' Ladislav Krejčí 88' Tomáš Necid                                                                                              |
| Joeri Krasnozjan | bondscoach   | Pavel Vrba |
| Andrey Sidelnikov Rinat Abdulin Ilya Vorotnikov Dmitriy Miroshnichenko 83' Andrei Karpovich 58' Yuriy Logvinenko Tanat Nuserbaev Dmitriy Shomko Bauyrzhan Islamkhan Askhat Tagybergen Sergej Chizjnitsjenko 70' | opstellingen | Petr Čech 81' Tomáš Sivok Michal Kadlec David Limberský Lukáš Vácha Daniel Kolář Bořek Dočkal 69' Ladislav Krejčí Vladimír Darida Pavel Kadeřábek 79' David Lafata |
| Ulan Konysbayev 58' Azat Nurgalijev 70' Abzal Beysebekov 83' | wissels      | 69' Václav Pilař 79' Tomáš Necid 81' Václav Procházka |
| Askhat Tagybergen 27' Tanat Nuserbaev 53' Dmitriy Shomko 76' | gele kaarten | 31' Daniel Kolář |
| - Debuut van Abzal Beysebekov (Astana FC) voor Kazachstan. |              | |

### Tweede ontmoeting
| EK 2016 kwalificatie (scheidsrechter Markus Strömbergsson, Plzeň, 3 september 2015):                                                                                   |              | |
| Tsjechië | 2 – 1        | Kazachstan |
| Milan Škoda 74' Milan Škoda 86' | goals        | 21' Yuriy Logvinenko |
| Pavel Vrba | bondscoach   | Joeri Krasnozjan |
| Petr Čech Pavel Kadeřábek Václav Procházka David Limberský Marek Suchý Bořek Dočkal David Pavelka Jiří Skalák 46' Vladimír Darida 68' David Lafata Ladislav Krejčí 84' | opstellingen | Samat Smakov Stas Pokatilov Mark Gurman Sergey Malyi Yuriy Logvinenko 72' Tanat Nuserbaev Dmitriy Shomko 88' Ulan Konysbayev 79' Bauyrzhan Islamkhan Bauyrzhan Dzholchiev Islambek Kuat |
| Jiří Skalák 46' Josef Šural 68' Jan Kopic 84' | wissels      | 72' Sergej Chizjnitsjenko 79' Gafurzhan Suyumbayev 88' Zhambyl Kukeyev |
| | gele kaarten | 42' Dmitriy Shomko |
| - Debuut van David Pavelka (Slovan Liberec) en Jiří Skalák (Mladá Boleslav) voor Tsjechië. - Debuut van Islambek Kuat (Kairat Almaty) voor Kazachstan.                 |              | |

KFF · A-internationals · Bondscoaches · Statistieken · Kazachs vrouwenelftal · Olympisch elftal · Kazachstan U21 · Kazachstan U20 · Kazachstan U19 · Kazachstan U18 · Kazachstan U17
1992 – 1999 · 2000 – 2009 · 2010 – 2019 · 2020 – 2029
1992 · 1993 · 1994 · 1995 · 1996 · 1997 · 1998 · 1999 · 2000 · 2001 · 2002 · 2003 · 2004 · 2005 · 2006 · 2007 · 2008 · 2009 · 2010 · 2011 · 2012 · 2013 · 2014 · 2015 · 2016 · 2017 · 2018 · 2019 · 2020 · 2021 · 2022 · 2023 ·
2024 · 2025
Albanië ·
Andorra ·
Armenië ·
Azerbeidzjan ·
Bahrein ·
België ·
Bosnië en Herzegovina ·
Bulgarije ·
Burkina Faso ·
China ·
Curaçao ·
Cyprus ·
Denemarken ·
Duitsland ·
Engeland ·
Estland ·
Faeröer ·
Finland ·
Frankrijk ·
Georgië ·
Griekenland ·
Hongarije · 
Ierland ·
IJsland ·
Irak ·
Iran ·
Japan ·
Jordanië ·
Kirgizië ·
Koeweit ·
Kroatië ·
Laos ·
Letland ·
Libanon ·
Libië ·
Liechtenstein ·
Litouwen ·
Litouwen ·
Luxemburg ·
Malta ·
Moldavië ·
Montenegro ·
Nederland ·
Nepal ·
Noord-Ierland ·
Noord-Korea ·
Noord-Macedonië ·
Noorwegen ·
Oekraïne ·
Oezbekistan ·
Oman ·
Oostenrijk ·
Pakistan ·
Palestina ·
Polen ·
Portugal ·
Qatar ·
Roemenië ·  
Rusland ·
San Marino ·
Saoedi-Arabië ·
Schotland ·
Servië ·
Singapore ·
Slovenië ·
Slowakije ·
Syrië ·
Tadzjikistan ·
Thailand ·
Tsjechië ·
Turkmenistan ·
Turkije ·
Verenigde Arabische Emiraten ·
Vietnam ·
Wales ·
Wit-Rusland ·
Zuid-Korea ·
Zweden
FAČR · A-internationals · Bondscoaches · Selecties · Statistieken · Tsjechisch vrouwenelftal · Olympisch elftal · Tsjechië U21 · Tsjechië U20 · Tsjechië U19 · Tsjechië U18 · Tsjechië U17 · Tsjechië U16
EK 1996 · 
EK 2000 · 
EK 2004 · 
EK 2008 · 
EK 2012 · 
EK 2016 · 
EK 2020
WK 1998 · 
WK 2002 · 
WK 2006 · 
WK 2010 · 
WK 2014 · 
WK 2018 · 
WK 2022
OS 2000
1906 · 1907 · 1908 · 1909 – 1938 · 1939 · 1940 – 1993 · 1994 · 1995 · 1996 · 1997 · 1998 · 1999 · 2000 · 2001 · 2002 · 2003 · 2004 · 2005 · 2006 · 2007 · 2008 · 2009 · 2010 · 2011 · 2012 · 2013 · 2014 · 2015 · 2016 · 2017 · 2018 · 2019 · 2020 · 2021 · 2022 · 2023 · 2024 · 2025
Albanië ·
Andorra ·
Armenië ·
Australië ·
Azerbeidzjan ·
België ·
Bosnië en Herzegovina ·
Brazilië ·
Bulgarije ·
Canada ·
China ·
Costa Rica ·
Cyprus ·
Denemarken ·
Duitsland ·
Engeland ·
Estland ·
Faeröer ·
Finland ·
Frankrijk ·
Georgië ·
Ghana ·
Gibraltar ·
Griekenland ·
Hongarije ·
Ierland ·
IJsland ·
Israël ·
Italië ·
Japan ·
Joegoslavië ·
Kazachstan ·
Koeweit ·
Kosovo ·
Kroatië ·
Letland ·
Libanon ·
Liechtenstein ·
Litouwen ·
Luxemburg ·
Malta ·
Marokko ·
Mexico ·
Moldavië ·
Montenegro ·
Nederland ·
Nigeria ·
Noord-Ierland ·
Noord-Macedonië ·
Noorwegen ·
Oekraïne ·
Oostenrijk ·
Paraguay ·
Peru ·
Polen ·
Portugal ·
Qatar ·
Roemenië ·
Rusland ·
San Marino ·
Saoedi-Arabië ·
Schotland ·
Servië ·
Slovenië ·
Slowakije ·
Spanje ·
Trinidad en Tobago ·
Turkije ·
Uruguay ·
Verenigde Arabische Emiraten ·
Verenigde Staten ·
Wales ·
Wit-Rusland ·
Zuid-Afrika ·
Zuid-Korea ·
Zweden ·
Zwitserland
Denemarken (2021) · 
Duitsland (1996, 2) · 
Engeland (2021) · 
Ghana (2006) · 
Griekenland (2012) · 
Italië (2006) · 
Kroatië (2016) · 
Kroatië (2021) · 
Nederland (2021) · 
Polen (2012) · 
Portugal (2008) · 
Portugal (2012) · 
Rusland (2012) · 
Schotland (2021) · 
Spanje (2016) · 
Turkije (2008) · 
Verenigde Staten (2006) ·
Zwitserland (2008)